# كونستانتين فيليجكوف
كونستانتين فيليجكوف هو دبلوماسي ومترجم وشاعر وسياسي بلغاري (وحمل سابقاً جنسية الدولة العثمانية)، ولد في 1855 في بازارجيك في بلغاريا، وتوفي في 3 نوفمبر 1907 في غرونوبل في فرنسا. نشط حزبياً في Progressive Liberal Party (Bulgaria) ‏. وقد انتخب عضو الجمعية الوطنية البلغارية ‏.

## وصلات خارجية
- كونستانتين فيليجكوف على موقع الموسوعة البريطانية (الإنجليزية)